# Отморожение
Отмороже́ние (лат. congelationis), или обмороже́ние — повреждение тканей организма под воздействием низких температур. Нередко сопровождается общим переохлаждением организма и особенно часто затрагивает выступающие части тела, такие как ушные раковины, нос, недостаточно защищённые конечности, прежде всего пальцы рук и ног. Распространяется от более удалённых областей (кончиков пальцев, носа, ушей) органов к менее удалённым. Отличается от «холодных ожогов», возникающих в результате прямого контакта с крайне холодными веществами, такими как сухой лёд или жидкий азот. Чаще всего отморожения возникают в холодное зимнее время при температуре окружающей среды ниже −15 °C. При длительном пребывании вне помещения, особенно при высокой влажности и сильном ветре, отморожение можно получить и при более высокой температуре воздуха.

## Основные сведения

### Этимология
К отморожению на морозе приводят тесная и влажная одежда и обувь, физическое переутомление, голод, вынужденное длительное неподвижное и неудобное положение, предшествующая холодовая травма, ослабление организма в результате перенесённых заболеваний, потливость ног, хронические заболевания сосудов нижних конечностей и сердечно-сосудистой системы, тяжёлые механические повреждения с кровопотерей, курение и пр. При употреблении алкоголя происходит расширение периферических сосудов, что характеризуется усиленной потерей тепла, в то время как в норме при действии холода происходит их сужение. Достаточно часто тяжёлые отморожения, приводящие к ампутации конечностей, происходят именно в состоянии сильного алкогольного опьянения, по причинам скорее не физиологического свойства, а в первую очередь из-за неспособности нетрезвого человека своевременно принять меры против замерзания; в случае же тяжёлого опьянения пропадает способность нормально передвигаться, осознание опасности исчезает, и человек может просто заснуть на морозе, что нередко приводит и к смертельному исходу.

### Патогенез
Под влиянием холода в тканях происходят сложные изменения, характер которых зависит от уровня и длительности снижения температуры. При действии температуры ниже −30 °C основное значение при отморожении имеет повреждающее действие холода непосредственно на ткани, и происходит гибель клеток. При действии температуры до −10 — −20 °C, при котором наступает большинство отморожений, ведущее значение имеют сосудистые изменения в виде спазма мельчайших кровеносных сосудов. В результате замедляется кровоток, прекращается действие тканевых ферментов, значительно снижается поступление кислорода к тканям.

## Классификация
Существует несколько классификаций обморожений по различным принципам.

### Общая классификация поражения низкими температурами
- Острое поражение холодом
- Замерзание (поражение внутренних органов и систем организма)

- Обморожение (развитие местных некрозов с обширными вторичными изменениями)

- Хроническое поражение холодом

- Холодовой нейроваскулит
- Ознобление

Различают лёгкую, среднюю и тяжёлую степени общего обморожения.
- Лёгкая степень: Кожные покровы бледные, синюшные, появляются «гусиная кожа», озноб, затруднения речи. Пульс замедляется до 60-66 ударов в минуту. Артериальное давление нормально или несколько повышено. Дыхание не нарушено. Возможны отморожения I—II степени.

- Средняя степень: температура тела 29-32 °C, характерны резкая сонливость, угнетение сознания, бессмысленный взгляд. Кожные покровы бледные, синюшные, иногда со мраморной окраской, холодные на ощупь. За 15-30 минут пульс замедляется до 50-60 ударов в минуту, слабого наполнения. Артериальное давление снижено незначительно. Дыхание редкое — до 8-12 в минуту, поверхностное. Возможны отморожения лица и конечностей I—IV степени.

- Тяжёлая степень: температура тела ниже 31 °C. Сознание отсутствует, наблюдаются судороги, рвота. Кожные покровы бледные, синюшные, очень холодные на ощупь. Пульс замедляется до 36 ударов в минуту, слабого наполнения, имеет место выраженное снижение артериального давления. Дыхание редкое, поверхностное — до 3-4 в минуту. Наблюдаются тяжёлые и распространённые отморожения вплоть до оледенения.

Отдельно выделяют иммерсионное обморожение (траншейная стопа):поражение стоп при длительном воздействии холода и сырости. Возникает при температуре выше 0 °C. Впервые описана в период Первой мировой войны 1914—1918 у солдат при длительном пребывании их в сырых траншеях. В лёгких случаях появляются болезненное онемение, отёчность, покраснение кожи стоп; в случаях средней тяжести — серозно-кровянистые пузыри; при тяжёлой форме — омертвение глубоких тканей с присоединением инфекции, возможно развитие влажной гангрены.

### По механизму развития обморожения
- От воздействия холодного воздуха
- Контактные отморожения

### По глубине поражения тканей
- Обморожение I степени (наиболее лёгкое) обычно наступает при непродолжительном воздействии холода. Поражённый участок кожи бледный, имеет мраморный окрас, после согревания покрасневший, в некоторых случаях имеет багрово-красный оттенок; развивается отёк. Омертвения кожи не возникает. К концу недели после отморожения иногда наблюдается незначительное шелушение кожи. Полное выздоровление наступает к 5 — 7 дню после отморожения. Первые признаки такого отморожения — чувство жжения, покалывания с последующим онемением поражённого участка. Затем появляются кожный зуд и боли, которые могут быть и незначительными, и резко выраженными.
- Обморожение II степени возникает при более продолжительном воздействии холода. В начальном периоде имеется побледнение, похолодание, утрата чувствительности, но эти явления наблюдаются при всех степенях обморожения. Поэтому наиболее характерный признак — образование в первые дни после травмы пузырей, наполненных прозрачным содержимым. Полное восстановление целостности кожного покрова происходит в течение 1 — 2 недель, грануляции и рубцы не образуются. При обморожении II степени после согревания боли интенсивнее и продолжительнее, чем при обморожении I степени, беспокоят кожный зуд, жжение.
- Обморожение III степени воздействие холода более длительное и большее снижение температуры в тканях. Образующиеся в начальном периоде пузыри наполнены кровянистым содержимым, дно их сине-багровое, нечувствительное к раздражениям. Происходит гибель всех элементов кожи с развитием в исходе обморожения грануляций и рубцов. Сошедшие ногти вновь не отрастают или вырастают деформированными. Отторжение отмерших тканей заканчивается на 2 — 3-й неделе, после чего наступает рубцевание, которое продолжается до 1 месяца. Интенсивность и продолжительность болевых ощущений более выражена, чем при обморожении II степени.

- Обморожение IV степени возникает при длительном воздействии холода, снижение температуры в тканях при нём наибольшее. Оно нередко сочетается с отморожением III и даже II степени. Омертвевают все слои мягких тканей, нередко поражаются кости и суставы. Повреждённый участок конечности резко синюшный, иногда со мраморной расцветкой. Отёк развивается сразу после согревания и быстро увеличивается. Температура кожи значительно ниже, чем на окружающих участках тканей. Пузыри развиваются в менее отмороженных участках, где имеется отморожение III—II степени. Отсутствие пузырей при развившемся значительно отёке, утрата чувствительности свидетельствуют об отморожении IV степени.

В условиях длительного пребывания при низкой температуре воздуха возможны не только местные поражения, но и общее охлаждение организма. Под общим охлаждением организма следует понимать состояние, возникающее при понижении температуры тела ниже 34 °C.
Наступлению общего охлаждения способствуют те же факторы, что и при обморожении: высокая влажность воздуха, отсыревшая одежда, сильный ветер, физическое переутомление, психическая травма, перенесённые заболевания и травмы.

## Этиология
Непосредственной причиной обморожений является действие низкой температуры на организм человека. Человеческий организм обладает системой терморегуляции, препятствующей термическому поражению тканей, но при действии ряда внешних факторов эффективность терморегуляции снижается, и возникают обморожения. Эти факторы можно разделить на следующие основные группы.
Погодные условия
Возникновению обморожений способствуют влажность и ветер. Зачастую возникновение подобных травм возможно при положительной температуре воздуха, при сильном ветре и высокой влажности. Ветер и высокая влажность усиливают теплоотдачу, снижают термоизолирующие свойства одежды и обуви.
Состояние теплоизоляции конечности
Тесная обувь, длительная неподвижность, необходимость постоянного удерживания в руках какого-либо предмета снижают эффективность микроциркуляции и, как следствие, способствуют возникновению поражений холодом.
Общее состояние организма
Ослабленный организм производит меньше тепла и, как следствие, более подвержен обморожению. Причины, приводящие к повышению уязвимости человека к холоду, самые разнообразные. Наиболее распространённые — это травмы, кровопотеря, недостаток пищи, усталость и стресс.
Различные нарушения кровоснабжения
Развитию обморожений во многом способствуют облитерирующие заболевания конечностей, различные системные заболевания, поражающие капилляры и более крупные сосуды. Также к обморожению более склонны ткани с низкой васкуализацией, например рубцовая ткань.

## Патогенез
Условно можно выделить 2 большие группы причин формирования некрозов при обморожениях. Это местные и системные факторы.

### Местные факторы
Выделяют две причины гибели клеток в очаге обморожения. Первой причиной является непосредственное травмирующее действие холода. Второй причиной является нарушение обменных процессов в тканях и органах в связи со снижением их температуры. Непосредственное поражение тканей холодом встречается относительно редко при контактных обморожениях. Наиболее часто к гибели клеток приводят метаболические изменения. Так например при температуре в +8 С° гемоглобин перестаёт отдавать кислород органам и тканям. В результате в охлаждённых участках тела начинает нарастать ишемия. В патогенезе местных поражений ведущую роль играют именно нарушения микроциркуляции. Ткани остаются без адекватного снабжения кислородом и питательными веществами в результате чего развивается массированная гибель клеток, что и приводит к возникновению очагов некроза.

### Системные факторы
Системные поражающие факторы условно можно разделить на 2 группы. Первая — это всасывание в кровь продуктов аутолиза клеток при некрозе очагов обморожения. В целом клиника и патогенез аналогичны ожоговой болезни. Ко второй группе относится общее охлаждение организма. Данный фактор начинает действовать при температуре тела ниже +34 С°. Замедляются все обменные процессы, нарушается метаболизм. В связи с гипотермией процесс умирания при общем переохлаждении имеет ряд характерных особенностей.
- Потребность тканей в кислороде снижена, в связи с чем процесс умирания значительно растянут во времени.
- При согревании обнаруживается ярко выраженная «кислородная задолженность тканей», в связи с чем возможно резкое нарастание гипоксии и ухудшение состояния больного.
- Переход в состояние клинической смерти наблюдается при температуре +24 С° в связи с нарушением работы дыхательного центра в продолговатом мозге.
- Продолжительность клинической смерти, при которой возможна успешная реанимация больного, не превышает обычно 5—6 минут.

## Первая помощь при обморожениях
Первая помощь не исключает профессиональной медицинской помощи, и используется лишь как экстренная мера. При подозрении на обморожение необходимо обращаться за квалифицированной медицинской помощью. Раннее обращение снижает тяжесть последствий.
Действия при оказании первой медицинской помощи различаются в зависимости от степени обморожения, наличия общего охлаждения организма, возраста и сопутствующих заболеваний.
Первая помощь состоит в прекращении охлаждения, согревании конечности, восстановлении кровообращения в поражённых холодом тканях и предупреждении развития инфекции. Первое, что надо сделать при признаках обморожения — доставить пострадавшего в ближайшее тёплое помещение, снять промёрзшую обувь, носки, перчатки. Одновременно с проведением мероприятий первой помощи необходимо срочно вызвать врача, скорую помощь для оказания врачебной помощи.
При обморожении I степени необходимо наложить ватно-марлевую повязку. Не следует растирать поражённую поверхность, так как это может привести к повреждениям кожных покровов.
При обморожении II—IV степени быстрое согревание, массаж или растирание делать не следует. Наложите на поражённую поверхность теплоизолирующую повязку (слой марли, толстый слой ваты, вновь слой марли, а сверху клеёнку или прорезиненную ткань). Поражённые конечности фиксируют с помощью подручных средств (дощечка, кусок фанеры, плотный картон), накладывая и прибинтовывая их поверх повязки. В качестве теплоизолирующего материала можно использовать ватники, фуфайки, шерстяную ткань и пр.
Пострадавшим дают горячее питьё, горячую пищу, по таблетке аспирина, анальгина, по 2 таблетки «Но-шпа» и папаверина.
Не рекомендуется растирать больных снегом, так как кровеносные сосуды кистей и стоп очень хрупки и поэтому возможно их повреждение, а возникающие микроссадины на коже способствуют внесению инфекции. Нельзя использовать быстрое отогревание отмороженных конечностей у костра, бесконтрольно применять грелки и тому подобные источники тепла, поскольку это ухудшает течение отморожения. Неприемлемый и неэффективный вариант первой помощи — втирание масел, жира, растирание спиртом тканей при глубоком отморожении.
При общем охлаждении лёгкой степени достаточно эффективным методом является согревание пострадавшего в тёплой ванне при начальной температуре воды 24° С, которую повышают до нормальной температуры тела.
При средней и тяжёлой степени общего охлаждения с нарушением дыхания и кровообращения пострадавшего необходимо как можно скорее доставить в больницу.

## Медицинская сортировка пострадавших
Медицинская сортировка является необходимым мероприятием при массовом поступлении пострадавших. По принципу нуждаемости в медицинской помощи можно разделить пострадавших на 4 группы.
1. Требующие немедленной квалифицированной медицинской помощи (в случае неоказания помощи высока вероятность летального исхода)
2. Оказание квалифицированной медицинской помощи может быть отсрочено (неоказание помощи может привести к развитию осложнений в дальнейшем)
3. Не нуждающиеся в немедленной квалифицированной медицинской помощи (оказание квалифицированной помощи может быть отсрочено, без существенного вреда для здоровья пострадавшего)
4. Терминальные и агонирующие

В случае массового поступления пострадавших медицинская помощь им оказывается согласно порядку расположения групп в списке.

## Лечение

### Первая помощь
При обморожении пальцев, ушных раковин или других частей тела следует принять следующие меры:
- Укрыться от холода.
- Согреть руки, спрятав их в подмышках. Если обморожением затронуты нос, уши или участки лица, согреть эти места, прикрыв их руками в сухих тёплых перчатках.
- Не тереть повреждённые места. Никогда не растирать обмороженные участки кожи снегом.
- Если есть риск повторного обморожения, не допускайте оттаивания уже пострадавших участков. Если они уже оттаяли, укутайте их так, чтобы они не могли вновь замёрзнуть.
- Если при согревании обмороженных участков чувствительность в них не восстанавливается, обратитесь за неотложной медицинской помощью. Если профессиональная помощь в ближайшее время недоступна, согревайте сильно обмороженные кисти или стопы в тёплой (не горячей!) воде. Другие пострадавшие участки (нос, щёки, ушные раковины) можно согревать, приложив к ним тёплые ладони или подогретые куски ткани.

### Медицинская помощь
Так как поражения тканей связаны с нарушениями кровообращения, в начальный период основной задачей лечения является восстановление кровообращения в поражённых тканях и предотвращение их некроза. Для этого применяются медикаментозные, аппаратные, физиотерапевтические методы и новокаиновые (лидокаиновые) блокады.
К медикаментозным методам относятся инфузионно-трансфузионная терапия, в которой могут применяться:
- антиагреганты
- антикоагулянты
- сосудорасширяющие средства (илопрост[англ.])
- низкомолекулярные плазмозаменители
- ангиопротекторы
- антиоксиданты
- антигипоксанты
- гепатопротекторы
- мембранопротекторы
- антибиотики
- иммунокорректоры
- анальгетики

Из аппаратных методов лечения могут применяться:
- гипербарическая оксигенация
- биогальванизация
- лазерная терапия
- баротерапия
- УВЧ-терапия
- электрофорез
- магнитотерапия
- теплолечение

В случае некроза тканей применяется хирургическое лечение.

## Профилактика переохлаждения и обморожений
Есть несколько простых правил, которые позволят вам избежать переохлаждения и обморожений на сильном морозе.
Не пейте спиртного — алкогольное опьянение (впрочем, как и любое другое) на самом деле вызывает большую потерю тепла (в связи с расширением периферических сосудов), в то же время вызывая иллюзию согревания. Дополнительным фактором является невозможность сконцентрировать внимание на признаках обморожения.
Не курите на морозе — курение уменьшает периферийную циркуляцию крови и таким образом делает конечности более уязвимыми.
Носите свободную одежду — это способствует нормальной циркуляции крови. Одевайтесь как «капуста» — при этом между слоями одежды всегда есть прослойки воздуха, отлично удерживающие тепло. Верхняя одежда обязательно должна быть непромокаемой.
Тесная обувь, отсутствие стельки, сырые грязные носки часто служат основной предпосылкой для появления потёртостей и обморожения. Особое внимание уделять обуви необходимо тем, у кого часто потеют ноги. В сапоги нужно положить тёплые стельки, а вместо хлопчатобумажных носков надеть шерстяные — они впитывают влагу, оставляя ноги сухими.
Не выходите на мороз без варежек, шапки и шарфа. Лучший вариант — варежки из влагоотталкивающей и непродуваемой ткани с мехом внутри. Перчатки же из натуральных материалов хоть и удобны, но от мороза не спасают. Щёки и подбородок можно защитить шарфом. В ветреную холодную погоду перед выходом на улицу открытые участки тела смажьте специальным кремом.
Не носите на морозе металлических (в том числе золотых, серебряных) украшений — колец, серёжек и т. д. Во-первых, металл остывает гораздо быстрее тела до низких температур, вследствие чего возможно «прилипание» к коже с болевыми ощущениями и холодовыми травмами. Во-вторых, кольца на пальцах затрудняют нормальную циркуляцию крови. Вообще на морозе старайтесь избегать контакта голой кожи с металлом.
Пользуйтесь помощью друга — следите за лицом друга, особенно за ушами, носом и щеками, за любыми заметными изменениями в цвете, а он или она будут следить за вашими.
Не позволяйте обмороженному месту снова замёрзнуть — это вызовет куда более значительные повреждения кожи.
Не снимайте на морозе обувь с обмороженных конечностей — они распухнут, и вы не сможете снова надеть обувь. Необходимо как можно скорее дойти до тёплого помещения. Если замёрзли руки — попробуйте отогреть их подмышками.
В случае если наблюдается замерзание конечностей, полезным оказывается «механический» прогон крови через конечности. Суть заключается в интенсивном махании замерзающей конечностью. Для рук это быстрые вращательные движения относительно плечевого сустава, в последовательности сверху — вперёд — вниз — назад — вверх, или наоборот. Для ног — махи вперёд — назад из положения стоя, относительно тазобедренного сустава. Как правило эффективным оказывается количество махов более 50, на каждую из конечностей. Важно во время отогревания одной конечности не забывать о других и производить чередование. Данные упражнения позволяют механически прогнать загустевшую кровь к конечностям за счёт центробежного ускорения и тем самым согреть её, однако, если наблюдается общее переохлаждение организма, данные упражнения опасны, потому как приводят к выравниванию температуры тела и конечностей и не позволяют сконцентрировать организм на сохранении жизненно важных систем организма. При длительном нахождении при низких температурах данные упражнения стоит проводить с профилактической целью.
Вернувшись домой после длительной прогулки по морозу, обязательно убедитесь в отсутствии обморожений конечностей, спины, ушей, носа и т. д. Пущенное на самотёк обморожение может привести к гангрене и последующей потере конечности.
Как только на прогулке вы почувствовали переохлаждение или замерзание конечностей, необходимо как можно скорее зайти в любое тёплое место — магазин, кафе, подъезд — для согревания и осмотра потенциально уязвимых для обморожения мест.
Если у вас заглохла машина вдали от населённого пункта или в незнакомой для вас местности, лучше оставаться в машине, вызвать помощь по телефону или ждать, пока по дороге пройдёт другой автомобиль.
Прячьтесь от ветра — вероятность обморожения на ветру значительно выше.
Не мочите кожу — вода отводит тепло значительно лучше воздуха за счёт испарения. Не выходите на мороз с влажными волосами после душа. Мокрую одежду и обувь (например, человек упал в воду) необходимо снять, вытереть воду, при возможности надеть сухую и как можно быстрее доставить человека в тепло. В лесу необходимо разжечь костёр, раздеться и высушить одежду, в течение этого времени энергично делая физические упражнения и греясь у огня.
Бывает полезно на длительную прогулку на морозе захватить с собой пару сменных носков, варежек и термос с горячим чаем. Перед выходом на мороз надо поесть — вам может понадобиться энергия.
Следует учитывать, что у детей теплорегуляция организма ещё не полностью настроена, а у пожилых людей и при некоторых болезнях эта функция бывает нарушена. Эти категории более подвержены переохлаждению и обморожениям, и это следует учитывать при планировании прогулки. Отпуская ребёнка гулять в мороз на улице, помните, что ему желательно каждые 15-20 минут возвращаться в тепло и согреваться.

## Прогноз
Исход заболевания значительно отличается в зависимости от тяжести поражения и своевременности медицинской помощи. Если при лёгких степенях обморожений прогноз условно благоприятный и трудоспособность полностью восстанавливается (в 13 % случаев восстанавливается частично), то при тяжёлых холодовых травмах возможна потеря конечности, инвалидизация, а в некоторых случаях и летальный исход.